# Ocypode sinensis
Ocypode sinensis is een krabbensoort uit de familie van de Ocypodidae. De wetenschappelijke naam van de soort is voor het eerst geldig gepubliceerd in 1985 door Dai, Song & Yang.